# Капуд (Алба)
Капуд (рум. Căpud) насеље је у Румунији у округу Алба у општини Тејуш. Општина се налази на надморској висини од 304 m.

## Становништво
Према подацима из 2002. године у насељу је живело 352 становника.

### Попис2002.
| Расподела становништва по националности 2002.‍ | Расподела становништва по националности 2002.‍ | Расподела становништва по националности 2002.‍ | Расподела становништва по националности 2002.‍ | Расподела становништва по националности 2002.‍ |
| --------------------------------------------- | --------------------------------------------- | --------------------------------------------- | --------------------------------------------- | --------------------------------------------- |
|                                               |                                               |                                               |                                               |                                               |
| Румуни                                        | Румуни                                        |                                               | 269                                           | 76,6%                                         |
| Мађари                                        | Мађари                                        |                                               | 82                                            | 23,4%                                         |